# Rücker (Molkerei)

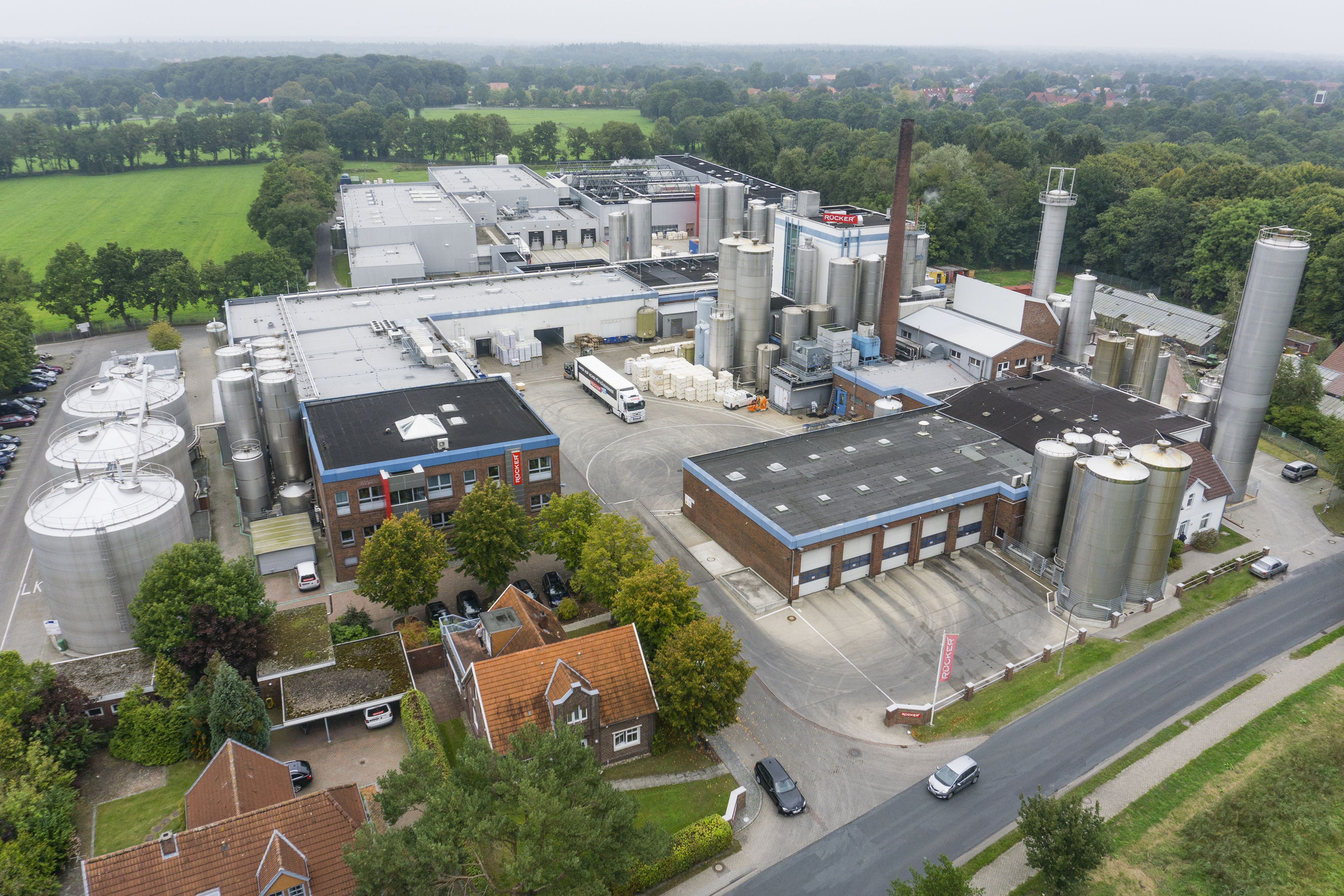
Firmengelände in Aurich-Egels (2014)

Die Rücker GmbH ist eine Molkerei mit Sitz in Aurich. Ursprünglich wurde das Unternehmen 1890 auf Fehmarn gegründet. Bei der Ostsee-Molkerei Wismar GmbH in Wismar handelt es sich um ein Schwesterunternehmen.
Eigentümer sind Klaus Rücker und seine Ehefrau Insa Rücker.

## Geschichte

### 1890 bis 1945
Eduard Wilhelm Rücker gründete das Unternehmen durch Pacht der Meierei in Vadersdorf auf Fehmarn am 20. Mai 1890. Sein Sohn Gustav Adolf Rücker übernahm den Betrieb 1923. Drei Jahre später pachtete er zusätzlich die Meierei in Mummendorf, ebenfalls auf Fehmarn. Er weitete das Absatzgebiet durch den deutschlandweiten Versand von Butter aus. 1932 entschloss er sich zum Kauf der Meierei in Altgalendorf, auf dem Festland gelegen, nördlich von Oldenburg in Holstein. Die Standorte auf der Insel gab er auf. Das Verbot des Butterversands, das die Nationalsozialisten erlassen hatten, um festgelegte Absatzgebiete zu schützen, unterlief Gustav Adolf Rücker heimlich. Die Käseproduktion stellte er um, von Tilsiter auf Edamer, der nach Dänemark exportiert wurde. Insgesamt behinderte die nationalsozialistische Wirtschaftspolitik das Betreiben von Molkereien spürbar, insbesondere durch Verbote, Preisfestsetzungen und die Einführung von Lebensmittelkarten. In den Jahren des Zweiten Weltkriegs kam Fachkräftemangel hinzu. Der Betrieb wurde mit zugewiesenen Kriegsgefangenen aufrechterhalten.

### 1945 bis 1974
1953 modernisierte Gustav Adolf Rücker die Molkerei, die sein Sohn Paul fünf Jahre später übernahm. Anfänglich erwirtschaftete der Betrieb den Hauptteil seiner Erträge aus einer angeschlossenen Schweinezucht. Die Gewinne finanzierten jedoch den Ausbau des Molkereibetriebs. 1964 erwarb Paul Rücker die Zentralmolkerei im holsteinischen Oldenburg, die Meierei in Altgalendorf wurde geschlossen, die ertragreiche Schweinezucht jedoch weitergeführt. Zwei Jahre später folgte der Kauf von drei Milchverarbeitern in Heiligenhafen, Behrensdorf  und Teschendorf. 1971 kam die Meierei auf Pellworm hinzu. Ein Jahr später kaufte Paul Rücker die Molkerei im niedersächsischen Friesoythe. Nach nur einem halben Jahr verkaufte er diesen Betrieb an Wettbewerber aus dem Umland.

### 1974 bis 1994
Der Ertrag aus der Veräußerung des Friesoyther Betriebs trug dazu bei, dass Paul Rücker 1974 die Molkerei im Auricher Stadtteil Egels erwerben konnte. In den folgenden Jahren wurde der ostfriesische Standort durch den Bau einer Anlage zur Milchtrocknung und einer Butterei gestärkt, ferner durch Aufkauf lokaler Meiereien und durch die Ausweitung der Verträge mit Milchlieferanten. 1985 entstand in Aurich schließlich eine Käserei.
In der zweiten Hälfte der 1960er Jahre experimentierte Paul Rücker, um Feta aus Kuhmilch herstellen zu können. Rund zehn Jahre später fand er für dafür einen Exportmarkt, den Iran.  Die Produkte wurden auch in arabische Länder, in die Sowjetunion und nach Griechenland verkauft. 1989 startete in Aurich die Produktion von Mozzarella.
1990 verschmolzen die Zentral-Molkerei Aurich Paul Rücker KG und die Zentral-Molkerei Oldenburg, es entstand die Zentral-Molkerei Aurich GmbH.

### 1994 bis 2010
Im Februar 1994 erwarb Paul Rücker zusammen mit seinen Söhnen Klaus Rücker und Thomas Rücker die insolvente Ostsee-Molkerei in Wismar, deren Spezialität die Herstellung von Tilsiter war. Die Standorte in Oldenburg und auf Pellworm wurden geschlossen. Bis Ende des Jahrzehnts betrug das Investitionsvolumen in Wismar 48 Mio. DM; die Käseproduktion wurde dort von 2.000 auf 12.000 Tonnen pro Jahr gesteigert.
2002 übergab Paul Rücker seine Unternehmensanteile zu gleichen Teilen an seine Söhne Klaus und Thomas. Im selben Jahr firmierte das Auricher Unternehmen um: Aus der Zentral-Molkerei Aurich GmbH wurde die Rücker GmbH. Zwei Jahre später zählte Rücker zwischenzeitlich zum Kreis der zehn größten Milchverarbeiter Deutschlands. 2008 entstand in Aurich eine neue Käserei für Hirtenkäse.

### Seit 2010
Klaus Rücker erwarb im Jahr 2010 die Anteile seines Bruders Thomas. Ein Jahr später kam das dänische Handelshaus Quantum zu Rücker. Nach zweijähriger Entwicklungszeit führte das Unternehmen 2012 die Marke Rücker ein. Diese Veränderung im Auftritt zeigte sich in einem neuen Logo, veränderten Verpackungen, neuen Produkten, einem neuen Schriftzug, neuer Farbgebung, einem verstärkten Personaleinsatz im Marketing sowie in einer neuen Kommunikationspolitik.
2020 wurde der Werksverkauf des Unternehmens in ein friesische Stadthaus am Werk Aurich aus dem Jahr 1927 verlegt, in dem bisher die Familie Rücker mit ihren Kindern wohnten. In dem Käsehaus sind ein Käseladen, ein Ausstellungsraum für die Unternehmensgeschichte, ein Kochstudio sowie ein Treffpunkt für Einheimische und Touristen untergebracht.

## Gegenwärtige Situation

### Struktur
Das dänische Handelshaus Quantum ApS mit Sitz in Støvring ist eine 100-prozentige Tochtergesellschaft der Rücker GmbH.

### Produkte
In Aurich wird Käse, Butter, Milchpulver und Rahm hergestellt. Mehr als zwei Drittel des Absatzes entfielen 2018 hier auf Käseprodukte; Hirtenkäse sowie Grill- und Pfannenkäse bilden dabei den Schwerpunkt.
Unter der Marke Oba (deutsch: „Hochebene“) bietet Rücker Hirtenkäse an. Dieser Käse wird halāl hergestellt.
Die Dachmarke Rücker zielt auf den deutschsprachigen Markt. Auch die Exportprodukte und die für die weiterverarbeitende Industrie nutzen die Marke Rücker.
Die Gruppe stellt auch Handelsmarken her.

### Kunden und Märkte
Neben dem deutschen und europäischen Einzelhandel werden der Großverbraucherservice, die türkischen und griechischen Lebensmittelgroßhändler, die weiterverarbeitende Lebensmittelindustrie und Exporthandelshäuser beliefert. Die Rücker Gruppe exportierte 2017 in rund 80 Länder.

## Auszeichnungen
- 1987: Wanderpreis des niedersächsischen Landwirtschaftsministers sowie die Ehrengabe der Landesvereinigung der Milchwirtschaft Niedersachsen für Markenbutter[30]
- 2010: Träger des Deutsch-Türkischen-Food Award[31]
- 2011: Bundesweiter Innovationspreis der Standortinitiative Deutschland – Land der Ideen, Preisträger bei 365 Orte im Land der Ideen[32]
- 2014: Ernennung des Hirtenkäses zum kulinarischen Botschafter des Landes Niedersachsen[33]
- 2019: „Jahresbester Ausbilder“ der Branche (gewählt vom Zentralverband Deutscher Milchwirtschaftler e.V.)[34]
- 2020: DLG-Preis für langjährige Produktqualität, zum 22. Mal[35]

## Unternehmenspublikation
- Rücker. Die Geschichte einer Molkerei. Seit 1890. Rücker, Ostsee-Molkerei Wismar, 2015 (molkerei-ruecker.de [PDF; 11,9 MB; abgerufen am 19. Januar 2022]).